# Iampridem
Iampridem, en español, "Hace ya tiempo" , es la decimonovena encíclica del papa León XIII, publicada el 6 de enero de 1886 . Dirigida al episcopado prusiano, trata de la situación del catolicismo en el imperio alemán.

## Contexto histórico
Bismarck, canciller del II Reich, inició, desde la promulgación de la Constitución en 1871, su política del Kulturkampf; oficialmente una lucha por la cultura alemana, pero al mismo tiempo una persecución de la Iglesia. Para puso de su lado a los viejo-católicos, prohibiendo a la Iglesia que se despojará de los cargos que habían tenido cuando católicos. En 1872 se retiró a los sacerdotes católicos y pastores protestantes la inspección de la enseñanza primaria; prohibió la enseñanza a las órdenes religiosas y expulsaba a jesuitas, redentoristas y lazaristas. En 1873 Bismarck presentó un conjunto de leyes que coartaban la libertad de la iglesia: exigía que los sacerdotes cursaran tres años de estudios en la universidad, sometiéndose a un examen de cultura, y prohibía a los obispos cualquier nombramiento eclesiástico sin permiso del gobernador provincial. En 1874 fueron destituidos u obligados los obispos que no aceptaron estas imposiciones, se multó o encarceló a los sacerdotes que seguían obedeciendo a sus obispos. Estas medidas prosiguieron hasta alcanzar su punto álgido en 1878, año el que solo continuaban en sus sedes doce obispos en Prusia, y en el que fueron expulsadas todas las órdenes religiosas excepto los hospitalarios.
A partir de ese año, Bismarck comienza a suavizar su persecución a la Iglesia. Influye en ese cambio las dificultades que encuentra en política interior: su ruptura con los liberales, el crecimiento del espíritu materialista-anarquista y  la influencia de la social democracia marxista; también el fortalecimiento de la conciencia católica y de la unidad con Roma, precisamente como reacción ante la política. La muerte de Pío IX y la elección de León XIII le proporciona la oportunidad de iniciar una rectificación de su política religiosa estatista. Muestra de ese cambio de actitud en la política alemana es el arbitraje que, a petición de Bismarck, realizó León XIII en 1885, en la disputa de las islas Carolinas por parte de Alemania y España.
En la encíclica Iampridem el papa se refiere a los problemas que ha supuesto la política antirreligiosa de Bismarck, señalando las tareas pastorales necesarias para resolver esas cuestiones, pero al mismo tiempo destaca el marco en que debe situarse la relación de la Iglesia con el poder civil, recordando los principios que ya había expuesto con carácter general en Immortale Dei, del 1 de noviembre de 1885.

## Contenido de la encíclica
Iampridem Nobis in votis erat, Venerabiles Fratres, vos alloqui, ut de praesentibus rei catholicae in Germania conditionibus vobiscum ageremus. — Illud valde optabamus, singulari quadam ratione, testari magnitudinem paternae caritatis ac studii, quo vos et dilectos vestros filios complectimur : simulque vobis gratulari de sollicitudine illa plane apostolica, qua vos omnes, Venerabiles Fratres, in gregem vestrum animatos infiammatosque conspicimus
Hace ya tiempo deseamos dirigirnos a vosotros, Venerables Hermanos, para tratar sobre las actuales condiciones del catolicismo Alemania. - Deseamos vivamente testimoniar de modo especial la paterna caridad y celo con que os abrazamos a vosotros y a vuestros amados hijos: y al mismo tiempo felicitaros por esa solicitud enteramente apostólica con que vemos a todos vosotros, Venerables Hermanos, animados y encendidos por vuestro rebaño

Tras alabar la fidelidad de los católicos a la Iglesia y su unión con los obispos, el papa manifiesta su esperanza de que con la ayuda divina se pueda recuperar la concordia entre la Sede Apostólica y el Reino de Prusia, que hasta tiempos recientes había existido, y que se había roto abruptamente mediante unas leyes por las que los ciudadanos católicos quedaron en una posición difícil y peligrosa. Esta situación que entristeció a Pío IX, dio ocasión a que resplandeciese la virtud de los pastores y los fieles. Y esto, a pesar de que, como resultado de esas leyes, disminuyó el número de sacerdotes que podían administrar los sacramentos, y pesar del intento de engaño por parte de los que habían tomado el nombre de viejo católicos.
Este comportamiento virtuoso del catolicismo alemán, ha reforzado en el papa el deseo de remover esas dificultades, y procurar la derogación de esas leyes injustas; por esto -explica en la encíclica- ha manifestado con claridad al gobierno alemán el respeto a las disposiciones de la autoridad civil en todo lo que permite las leyes divinas y los deberes de conciencia; por esto mismo, para alcanzar la deseada armonía entre la Iglesia y el Estado es preciso 

que todo lo en las leyes públicas que es contrario a la disciplina católica se cambie por lo que es más santo y más importante para la piedad de los fieles; así como todo lo que impida la libertad de los Obispos para gobernar sus propias Iglesias según las normas divinamente constituidas, o para educar a la juventud de los sagrados seminarios en los preceptos de las disposiciones canónicas. 
Porque, aunque la paz es cara a Nuestros corazones, sin embargo, no Nos es lícito atrevernos contra las cosas que por virtud divina fueron establecidas y sancionadas: por ellas, en verdad, si fuere necesario, no dudaríamos en protegerlas, siguiendo el ejemplo de Nuestros Predecesores, para tomar cualquier medida extrema.

Recuerda el papa que, tal como ha expuesto meses antes en su encíclica Immortale Dei, la Iglesia es una sociedad sobrenatural y perfecta en su orden. Por esto todo el poder en la iglesia recae en Pedro y sus sucesores y, bajo su autoridad, en los Obispos en sus iglesias. Continúa ahora el papa recordando a los obispos los cometidos que, en las circunstancias en que se encuentra la Iglesia en Alemania, deben cuidar especialmente.
Ante todo la disciplina de los sacerdotes y la formación de los nuevos sacerdotes. De ahí la necesidad e importancia de los seminarios, a los que se ha encomendado la formación de los candidatos a las sagradas órdenes  Se comprende bien el empeño que los romanos pontífices y los obispos han puesto desde tiempos antiguos por disponer de colegios en que ellos mismos, o maestros por ellos elegidos instruyesen a los candidatos en las letras y, sobre todo, en las virtudes sacerdotales. Es significativo en este sentido, el modo en que Pío VII, con motivo del concordato estipulado con el Rey de Prusia, recoge en su carta apostólica De salutem animarum, del 18 de julio de 1821, en la que establece las nuevs cirsunscripciones de las diócesis.

Quede pues enteramente libre el derecho y la potestad de los Obispos para realizar su obra de educar la mansa milicia de Cristo en el gimnasio de los Seminarios; los obispos son libres de designar sacerdotes para los diversos oficios, según su juicio, y ningún obstáculo les impide ejercer tranquilamente su ministerio pastoral.

Una vez que ha señalado una de las principales preocupaciones de la Iglesia en el contexto de las leyes prusianas que deben atemperarse, el papa destaca como el cuidado pastoral de los fieles católicos por parte de la Iglesia, favorece la paz social y el respeto a la autoridad civil. También los problemas sociales que produce la cuestión laboral puede encontrar alivios y remedios en la atención sacerdotal de los afectados, refrenando los espíritus inclinados a desórdenes turbulentos.
También pueden los eclesiásticos llevar adelante una labor válida y útil en las regiones alejadas de todas civilización, en las que muchos países europeos están fundando colonias. Los gobernantes alemanes actúan también en este campo, y es indudable el interés que tiene civilizar la tribus que puedan esas regiones, y la ayuda que en ese sentido pueden suponer la presencia de misioneros, dispuestos a dar voluntariamente su vida y su sangre por la salvación de sus hermanos. 
Concluye el papa la encíclica manifestando su confianza en contar con la inspiración y el favor de Dios en el empeño por conseguir la concordia con el Estado de la Iglesia en Alemania. Exhorta a los obispos que imploren la ayuda divina, y consideren a importancia de cuidar el vínculo de caridad entre ellos, conscientes además que los problemas que hay que afrontar conciernen a la Iglesia universal que está encomendada a la Sede Apostólica, a la que han de estar especialmente unidos.  